# 木村玉光 (16代)
16代 木村 玉光（きむら たまみつ、本名：上田 延秀（うえだ のぶひで）、1950年2月27日 - 2017年5月12日）は、大相撲の元三役格行司。現役時代は花籠部屋 → 放駒部屋 → 芝田山部屋所属。京都府宇治市出身。

## 人物
大ノ海久光（11代花籠親方）が師匠を務めた花籠部屋に中学校を卒業して入門し、1965年5月場所初土俵。序ノ口格で15代木村玉光の付人になり、1988年1月場所に十両格昇進。木村信孝を経て、2006年5月場所に16代木村玉光を襲名。2007年9月に三役格に昇格。木村玉光の名跡で三役格に昇格したのは、1958年5月場所の14代玉光（のち9代木村庄九郎、25代木村庄之助）以来49年ぶりであった。後述のように健康問題による体調不安を理由に立行司への昇格を固辞したため、三役格行司のまま停年（定年）を迎えて引退した。
2017年5月12日、胃体部癌により死去した。67歳没。また、16代玉光は5月場所の開催期間に重なる為に日本相撲協会に迷惑をかけたくないとして、通夜・告別式など葬儀に関する事項は秘するように親族に申し渡していたという。

## エピソード
- 信孝時代の1998年1月場所4日目、十両の智乃花（現玉垣） －大飛翔戦で、取組中に装束が破れるハプニングがあった。大飛翔が智乃花を寄り切った際、体勢を崩した智乃花の足が信孝の袴に引っかかり、たこ糸で結んである装束の切り込みの部分が大きく裂けてしまった。場内は爆笑状態となり、信孝は軍配を大飛翔に挙げただけで、袴の左側を両手で隠しながら土俵下に駆け下りたため、緊急事態を察知した控え行司の式守敏廣 (後の36代木村庄之助)が土俵に上がり、大飛翔に勝ち名乗りをあげ、続く千代天山－大善（現富士ヶ根）戦も代わりに裁いた。

- 2007年11月15日の11月場所4日目の関脇朝赤龍－前頭3枚目時天空戦では、朝赤龍の四股名を三度（呼び上げで二度、勝ち名乗りで一度）にわたり 「朝青龍」 と呼び間違えた。翌日審判部長より厳重注意処分となり、朝赤龍にも直接謝罪した。

- 2012年秋巡業より脳梗塞から土俵に復帰し、2013年2月10日の日本大相撲トーナメントでは所定の番数を裁いて久々にファンの前に元気な姿を見せ、3月場所から本場所に復帰した。庄之助が空位となった7月場所からは横綱土俵入り（39代式守伊之助 (後の37代木村庄之助) に続く2番手）を務めるかどうかが注目されたが、担当しなかった（奇数日は11代式守錦太夫、偶数日は11代式守勘太夫が担当）。
- 2013年7月、9月場所と39代伊之助に次ぐ次席の行司として千秋楽のこれより三役の触れを行った。2014年1月場所にも琴奨菊－稀勢の里戦が不戦となったことにより豊ノ島－松鳳山が繰り上がり、これより三役の触れを再び行った。

- 日本相撲協会より二度打診があった立行司（式守伊之助）への昇進を辞退している。1度目は足の怪我の後遺症により[3]、2度目は脳梗塞などを患った影響で長時間の蹲踞が出来なかったことによる。これにより2013年11月場所に、後輩11代錦太夫の40代式守伊之助の襲名が決まり、39代伊之助に続き後輩に立行司を譲った。

2014年7月場所を14日目から途中休場したのを最後に本場所の土俵に上がることは無く、同年9月場所と11月場所も休場。最終場所となる2015年1月場所も出場はせずに停年を迎える事となった。
2015年2月7日に行われた同門（二所ノ関一門）の元大関琴光喜の断髪式で介添役を務めたのが行司として最後の公の場となり、同年2月26日付で日本相撲協会を停年（定年）退職した。
2016年1月1日にTBS系列で放送された芸人キャノンボールにて「とにかく相撲が強い人」同士の取組を裁く行司として出演。これが記録に残る生前最後の姿となった。
昭和時代より長く場内放送を担当し、独特のアナウンスで親しまれた。本人も定年退職の際、気合が入ったと振り返っている。
取組においての掛け声は、立ち合いの際に「ハッキョイ」を言わず、「ながった（残った）ながった（残った）」であったが、彼の死去により、立ち合いの際に「ハッキョイ」を言わない行司は途絶えることとなった。

## NEWS
- 三役格行司の木村玉光　脳梗塞で夏場所も休場 - スポニチアネックス 2012年5月7日
- 望まれる有能行司の定年延長　第36代木村庄之助、今場所限りで退職 - ZAKZAK 2013年5月21日
- 三役格行司の木村玉光が休場 右足背挫傷で - スポーツニッポン 2014年7月26日
- 三役格行司の木村玉光が休場 2月に定年、今場所が最後／初場所 サンケイスポーツ 2015年1月11日

## 履歴
- 1965年5月場所　初土俵　木村延秀
- 1971年1月場所　木村信英
- 1973年11月場所　木村信孝
- 1988年1月場所　十両格昇進
- 1999年1月場所　幕内格昇進
- 2006年5月場所　16代木村玉光襲名
- 2007年9月場所　三役格昇進
- 2015年1月場所　最終場所